# Crocidura
Genre
Crocidura est un genre rassemblant des insectivores de la famille des Soricidae. Ce genre de musaraignes à dents blanches comprend de très nombreuses espèces appelées musaraignes ou crocidures.

## Liste des espèces
Selon [réf. nécessaire] :
- Crocidura aleksandrisi Vesmanis, 1977
- Crocidura allex Osgood, 1910
- Crocidura andamanensis Miller, 1902
- Crocidura ansellorum Hutterer et Dippenaar, 1987
- Crocidura arabica Hutterer et Harrison, 1988
- Crocidura arispa Spitzenberger, 1971
- Crocidura armenica Gureev, 1963
- Crocidura attenuata Milne-Edwards, 1872
- Crocidura attila Dollman, 1915
- Crocidura baileyi Osgood, 1936
- Crocidura baluensis Thomas, 1898
- Crocidura batesi Dollman, 1915 - Crocidure de Bates[1]
- Crocidura beatus Miller, 1910
- Crocidura beccarii Dobson, 1887
- Crocidura bottegi Thomas, 1898
- Crocidura bottegoides Hutterer et Yalden, 1990
- Crocidura brunnea Jentink, 1888
- Crocidura buettikoferi Jentink, 1888
- Crocidura caliginea Hollister, 1916
- Crocidura canariensis Hutterer, Lopez-Jurado et Vogel, 1987 - Crocidure des Canaries ou Crocidure de la Grande Canarie[1]
- Crocidura caspica Thomas, 1907
- Crocidura cinderella Thomas, 1911
- Crocidura congobelgica Hollister, 1916
- Crocidura crenata Brosset, Dubost et Heim de Balsac, 1965
- Crocidura crossei Thomas, 1895
- Crocidura cyanea (Duvernoy, 1838)
- Crocidura denti Dollman, 1915
- Crocidura desperata Hutterer, Jenkins et Verheyen, 1991
- Crocidura dhofarensis Hutterer et Harrison, 1988
- Crocidura dolichura Peters, 1876 - Crocidure à longue queue[1]
- Crocidura douceti Heim de Balsac, 1958
- Crocidura dsinezumi (Temminck, 1842)
- Crocidura eisentrauti Heim de Balsac, 1957
- Crocidura elgonius Osgood, 1910
- Crocidura elongata Miller et Hollister, 1921
- Crocidura erica Dollman, 1915
- Crocidura fischeri Pagenstecher, 1885
- Crocidura flavescens (I. Geoffroy Saint-Hilaire, 1827) - Crocidure géante[1]
- Crocidura floweri Dollman, 1915 - Musaraigne de Flower[1]
- Crocidura foetida Peters, 1870
- Crocidura foxi Dollman, 1915
- Crocidura fuliginosa (Blyth, 1855)
- Crocidura fulvastra (Sundevall, 1843)
- Crocidura fumosa Thomas, 1904
- Crocidura fuscomurina (Heuglin, 1865)
- Crocidura glassi Heim de Balsac, 1966
- Crocidura gmelini (Pallas, 1811)
- Crocidura goliath Thomas, 1906 - Musaraigne géante[1]
- Crocidura gracilipes Peters, 1870
- Crocidura grandiceps Hutterer, 1983
- Crocidura grandis Miller, 1911
- Crocidura grassei Brosset, Dubost et Heim de Balsac, 1965
- Crocidura grayi Dobson, 1890
- Crocidura greenwoodi Heim de Balsac, 1966
- Crocidura harenna Hutterer et Yalden, 1990
- Crocidura hildegardeae Thomas, 1904
- Crocidura hilliana Jenkins et Smith, 1995
- Crocidura hirta Peters, 1852
- Crocidura hispida Thomas, 1913
- Crocidura horsfieldii (Tomes, 1856)
- Crocidura hutanis Ruedi et Vogel, 1995
- Crocidura ichnusae Festa, 1912
- Crocidura indochinensis Robinson et Kloss, 1922
- Crocidura jacksoni Thomas, 1904
- Crocidura jenkinsi Chakraborty, 1978
- Crocidura jouvenetae Heim de Balsac, 1958
- Crocidura katinka Bate, 1937
- Crocidura kivuana Heim de Balsac, 1968
- Crocidura lamottei Heim de Balsac, 1968
- Crocidura lanosa Heim de Balsac, 1968
- Crocidura lasiura Dobson, 1890
- Crocidura latona Hollister, 1916
- Crocidura lea Miller et Hollister, 1921
- Crocidura lepidura Lyon, 1908
- Crocidura leucodon (Hermann, 1780) - Musaraigne bicolore, musaraigne leucode ou musaraigne des champs[1]
- Crocidura levicula Miller et Hollister, 1921
- Crocidura littoralis Heller, 1910
- Crocidura longipes Hutterer et Happold, 1983
- Crocidura lucina Dippenaar, 1980 - Musaraigne d’Éthiopie
- Crocidura ludia Hollister, 1916
- Crocidura luna Dollman, 1910
- Crocidura lusitania Dollman, 1915
- Crocidura macarthuri St. Leger, 1934
- Crocidura macmillani Dollman, 1915
- Crocidura macowi Dollman, 1915
- Crocidura malayana Robinson et Kloss, 1911
- Crocidura manengubae Hutterer, 1982
- Crocidura maquassiensis Roberts, 1946
- Crocidura mariquensis (A. Smith, 1844)
- Crocidura maurisca Thomas, 1904
- Crocidura maxi Sody, 1936
- Crocidura mindorus Miller, 1910
- Crocidura miya Phillips, 1929
- Crocidura monax Thomas, 1910
- Crocidura monticola Peters, 1870
- Crocidura montis Thomas, 1906
- Crocidura muricauda (Miller, 1900)
- Crocidura musseri Ruedi et Vogel, 1995
- Crocidura mutesae Heller, 1910
- Crocidura nana Dobson, 1890
- Crocidura nanilla Thomas, 1909
- Crocidura negligens Robinson et Kloss, 1914
- Crocidura negrina Rabor, 1952
- Crocidura nicobarica Miller, 1902
- Crocidura nigeriae Dollman, 1915
- Crocidura nigricans Bocage, 1889
- Crocidura nigripes Miller et Hollister, 1921
- Crocidura nigrofusca Matschie, 1895
- Crocidura nimbae Heim de Balsac, 1956
- Crocidura niobe Thomas, 1906
- Crocidura obscurior Heim de Balsac, 1958
- Crocidura olivieri (Lesson, 1827)
- Crocidura orientalis Jentink in Weber, 1890
- Crocidura orii Kuroda, 1924
- Crocidura palawanensis Taylor, 1934
- Crocidura paradoxura Dobson, 1886
- Crocidura parvipes Osgood, 1910
- Crocidura pasha Dollman, 1915
- Crocidura pergrisea Miller, 1913
- Crocidura phaeura Osgood, 1936
- Crocidura picea Sanderson, 1940
- Crocidura pitmani Barclay, 1932
- Crocidura planiceps Heller, 1910
- Crocidura poensis (Fraser, 1843)
- Crocidura polia Hollister, 1916
- Crocidura pullata Miller, 1911
- Crocidura raineyi Heller, 1912
- Crocidura ramona Ivanitskaya, Shenbrot et Nevo, 1996
- Crocidura rapax G. Allen, 1923
- Crocidura religiosa (I. Geoffroy Saint-Hilaire, 1827)
- Crocidura rhoditis Miller et Hollister, 1921
- Crocidura roosevelti (Heller, 1910)
- Crocidura russula (Hermann, 1780) - Crocidure aranivore, musaraigne musette, etc.[1]
- Crocidura selina Dollman, 1915
- Crocidura serezkyensis Laptev, 1929
- Crocidura shantungensis Miller, 1901
- Crocidura sibirica Dukelsky, 1930
- Crocidura sicula Miller, 1900 - Crocidure de Sicile[1]
- Crocidura silacea Thomas, 1895
- Crocidura smithii Thomas, 1895 - Crocidure du désert[1]
- Crocidura somalica Thomas, 1895
- Crocidura stenocephala Heim de Balsac, 1979
- Crocidura suaveolens (Pallas, 1811) - Crocidure des jardins ou musaraigne des jardins[1]
- Crocidura susiana Redding et Lay, 1978
- Crocidura tanakae Kuroda, 1938
- Crocidura tansaniana Hutterer, 1986
- Crocidura tarella Dollman, 1915
- Crocidura tarfayensis Vesmanis et Vesmanis, 1980 - Musaraigne des Tarfaya[1]
- Crocidura telfordi Hutterer, 1986
- Crocidura tenuis (Müller, 1840)
- Crocidura thalia Dippenaar, 1980 - Musaraigne d’Éthiopie [1]
- Crocidura theresae Heim de Balsac, 1968
- Crocidura thomensis (Bocage, 1887)
- Crocidura trichura Dobson in Thomas, 1889
- Crocidura turba Dollman, 1910
- Crocidura ultima Dollman, 1915
- Crocidura usambarae Dippenaar, 1980 - Musaraigne de Tanzanie[1]
- Crocidura viaria (I. Geoffroy Saint-Hilaire, 1834) - Crocidure de Bolivar [1]
- Crocidura virgata Sanderson, 1940
- Crocidura voi Osgood, 1910
- Crocidura vorax G. Allen, 1923
- Crocidura vosmaeri Jentink, 1888
- Crocidura watasei Kuroda, 1924
- Crocidura whitakeri de Winton, 1898 - Musaraigne de Whitaker[1]
- Crocidura wimmeri Heim de Balsac et Aellen, 1958
- Crocidura wuchihensis Wang, 1966
- Crocidura xantippe Osgood, 1910
- Crocidura yankariensis Hutterer et Jenkins, 1980
- Crocidura zaphiri Dollman, 1915
- Crocidura zarudnyi Ognev, 1928
- Crocidura zimmeri Osgood, 1936
- Crocidura zimmermanni Wettstein, 1953 - Crocidure de Zimmermann[1]